# 光州無等綜合競技場棒球場
光州無等綜合競技場棒球場（韓語：광주무등종합경기장야구장），是韓國一座棒球場，位於光州廣域市北区，於1965年9月30日落成啟用。1982年至2013年是韓國職棒海陀老虎與更名後起亞虎的主場。該球場是韓國最早建立的球場之一。由於使用已久、場地狀況不佳，在職棒比賽時多次造成球員受傷，因此光州廣域市政府在2010年決定在該年職棒球季結束後關閉本球場，拆除一旁的田徑場做為新的棒球場。新球場從2011年11月開工建設，於2014年3月8日完工啟用，起亞虎的主場改到新球場，命名為光州起亞冠軍球場。
2017年，光州廣域市政府宣佈將改建本球場，供業餘棒球用，並且在球場下方建設2層的地下停車場，可容納1250輛車。拆除內外野觀眾席，改建成供五人制足球、籃球、排球使用的多用途場地，並加裝攀岩場，成為多功能運動公園。